# Seabourn Pursuit
Die Seabourn Pursuit ist ein 2023 in Dienst gestelltes Expeditions-Kreuzfahrtschiff der Seabourn Cruise Line und das Schwesterschiff der Seabourn Venture.

## Geschichte
Das Schiff wurde unter der Baunummer MAR173 auf der italienischen Werft T. Mariotti in Genua gebaut. Der Rohbau wurde von der CIMAR-Werft in San Giorgio di Nogaro zugeliefert. Die Kiellegung des Schiffes fand am 4. Dezember 2019 statt. Der Rohbau wurde im April 2022 auf einem Ponton nach Genua geschleppt, wo das Schiff endausgerüstet und fertiggestellt wurde. Die Fertigstellung und Übernahme des Schiffes durch die Seabourn Cruise Line erfolgte am 31. Juli 2023. Es wurde am 12. August 2023 in Dienst gestellt.
Das Schiff wird in der Antarktis, der Inselwelt des Südpazifiks einschließlich Neuguinea und dem Osten Indonesiens und entlang der Küste der Region Kimberley in Australien eingesetzt.
Am 14. Oktober 2024 entdeckte eines der Tauchboote der Seabourn Pursuit vor der Alexander-Selkirk-Insel in 95 Metern Tiefe das Wrack der Titania, eines deutschen Frachtschiffs, das als Teil des Ostasiengeschwaders nach dem Seegefecht bei Coronel am 19. November 1914 versenkt wurde.

## Technische Daten und Ausstattung
Das Schiff wird dieselelektrisch durch zwei Elektromotoren mit jeweils 6000 kW Leistung angetrieben. Die Elektromotoren wirken jeweils auf eine Propellergondel. Für die Stromerzeugung stehen von Wärtsilä-Dieselmotoren angetriebene Generatoren zur Verfügung. Die Dieselmotoren sind mit SCR-Katalysatoren zur Abgasnachbehandlung ausgestattet. Das Schiff ist mit drei Bugstrahlrudern ausgestattet und verfügt über Stabilisatoren.
Das Schiff verfügt über zehn Decks, von denen acht für die Passagiere zugänglich sind. Das Design der Passagierbereiche stammt von Tihany Design.
An Bord stehen 132 Kabinen für die Passagiere zur Verfügung, die sich auf den Decks 5 bis 8 befinden. Alle Kabinen verfügen über einen Balkon. Die Passagierkapazität des Schiffes beträgt 264 Personen. Für die Passagiere stehen unter anderem acht Restaurants, eine Cafeteria, ein Veranstaltungsraum für Veranstaltungen, Vorträge und Besprechungen sowie ein Wellness- und Fitnesscenter zur Verfügung.
Das Schiff führt für Expeditionen zwei Tauchboote für jeweils sechs Passagiere, 24 Festrumpfschlauchboote sowie Kajaks mit. Weiterhin werden für Ausflüge der Passagiere E-Bikes und Mountainbikes mitgeführt. Die Festrumpfschlauchboote sind auf dem offenen Deck 9 verstaut. Hier ist auch ein Kran installiert, mit dem die Schlauchboote sowie auch die Tauchboote ins Wasser gesetzt und wieder an Bord genommen werden können. Auf Deck 3 befinden sich auf beiden Seiten Pforten, über die die Passagiere in die Boote und Kajaks umsteigen können. Auf den Kreuzfahrten können bis zu 24 Lektoren und Expeditionsleiter eingeschifft werden.
Der Rumpf des Schiffes ist eisverstärkt (Polarklasse PC6).